# Hiroshi Tamura (Jazzpianist)
Hiroshi Tamura (jap. 田村 博, Tamura Hiroshi, * um 1950) ist ein japanischer Jazzmusiker (Piano, Komposition).
Hiroshi Tamura spielte in den frühen 1970er-Jahren im Quintett des Posaunisten Hiroshi Fukumura, mit dem auch erste Aufnahmen entstanden (Morning Flight, 1973, mit Shigeharu Mukai, Tsutomu Okada und Shinji Mori). In den folgenden Jahren arbeitete er u. a. mit Seiichi Nakamura, Junko Mine/Hidehiko Matsumoto, (I Wish You Love, 1978). Er gehörte auch der Formation  Tee & Company an, für die er die Jazzsuite Okuni of Izumo (1989) schrieb. Sein Debütalbum, ein Cole-Porter-Tribut nahm er 1995 mit dem Bassisten Keiichi Ishibashi und dem Schlagzeuger Taketoshi Igarashi auf. Um 2007 spielte er ein Ellington-Album (Plays Ellington Tonk) mit Teiji Sasaki und Joe LaBarbera ein. Im Bereich des Jazz war er zwischen 1973 und 2007 an acht Aufnahmesessions beteiligt, auch mit Hiroshi Murata (2002). In den 2010er-Jahren spielte er im Trio mit Masahiro Yamamoto und Todd Nicholson.